# Гамалія (туристична компанія)
«Гамалі́я» — українська туристична компанія з штаб-квартирою у місті Києві, яка була створена у 1991 році. Президентом компанії «Гамалія» є Ігор Голубаха.
Компанія є одним з найвпливовіших гравців на ринку туристичних послуг України.

## Історія
Туристичну компанію «Гамалія» було засновано 1991 року у місті Києві як невелику фірму зі штатом у 5 осіб.
У 1990-х роках компанія однією з перших туристичних фірм на ринку України запропонувала клієнтам туристичні тури до Італії, Іспанії, Таїланду, а також на Мальдівські, Канарські острови та до Домінікани.
У 1997 році компанія «Гамалія» стала організатором національної благодійної історико-культурної акції «Козацькі забави» у Кам'янці-Подільському, яка вперше була проведена у 1998 році.
У 2000 році компанія визнана Київською міською державною адміністрацією «Найкращим туроператором-популяризатором столиці України».
Станом на 2003 рік компанія щорічно обслуговувала понад 30 тисяч клієнтів, причому того року кількість клієнтів збільшилась близько 50 %, зокрема, у внутрішньому туризму у 2 рази, а на початок 2004 року планувалось відкриття офісу для VIP-клієнтів.
У 2006 році компанія «Гамалія» була офіційним туроператором «Українського футбольного дому — 2006» під час проведення Чемпіонату світу з футболу 2006 року у Німеччині А пізніше, у 2009 році, компанія організовувала поїздку українських футбольних вболівальників на матч Суперкубку УЄФА у Монако.
У 2007 році компанія була визнана однією з найпопулярніших і найвідоміших серед клієнтів, а також кращих туристичних фірм з в'їзного туризму на туристичному ринку міста Києва.
У 2011 році «Гамалія» стала засновником «Туральянсу-2012», який мав обслуговувати іноземних вболівальників під час «Євро 2012».
У 2017 році компанія спільно з «Автоцентром Київ» KIA провела акцію серед покупців її автомобілів, переможець якої отримав туристичну путівку до Риму.

## Діяльність
Компанія надає послуги з організації відпочинку в Україні та за кордоном (за індивідуальними, корпоративними, VIP-замовленнями), бізнес-турів в Україні та за кордоном, пропонує оздоровчі тури, програми навчання за кордоном, займається обслуговуванням іноземних туристів в Україні, а також надає послуги з бронювання та продажу авіаквитків.
Компанія «Гамалія» має свої представництва у Києві, Одесі та Дніпрі.

## Співпраця
Туристична компанія «Гамалія» є членом низки міжнародних та українських організацій:
- Азіатсько-тихоокеанської туристичної асоціації (PATA)
- Американського союзу туристичних агентств (ASTA)
- Міжнародної асоціації авіатранспортних перевізників (IATA)
- Всеукраїнської асоціації туристичних операторів (ВАТО).

Співпрацює зі 180 іноземними та понад 3 тисячами українськими партнерами у 60 країнах світу.
Також компанія є базою практики студентів Київського державного коледжу туризму та готельного господарства.

## Нагороди
- Гран-прі Міжнародної виставки «Україна: туризм, дозвілля — 97».
- Переможець у номінації «Найкраще туристичне агентство» програми «Кришталевий лелека — 1999»
- Переможець у номінації «Найкращий туроператор в Україні» програми «Кришталевий лелека — 2000»
- «Активний учасник у розвитку туризму — 2003»
- «Зірка українського туризму — 2004» у номінації «Найкращий туроператор»
- «Лідер туристичної індустрії — 2006»
- «Найкращий туроператор року — 2006»
- Переможець Української народної премії у номінації «Розваги та відпочинок» як краща Туристична компанія 2017 року[16]